# Élections à l'Assemblée d'Estrémadure de 1987
Les élections à l'Assemblée d'Estrémadure de 1987 (en espagnol : Elecciones a la Asamblea de Extremadura de 1987) se sont tenues le jeudi 10 juin 1987, afin d'élire les soixante-cinq députés de la deuxième législature de l'Assemblée d'Estrémadure.
Le scrutin voit la victoire du Parti socialiste ouvrier espagnol d'Estrémadure (PSOE-Ex), qui remporte la majorité absolue des sièges avec la majorité relative en voix.

## Contexte
Depuis la mort de Francisco Franco et l'avènement de la transition démocratique, l'Estrémadure s'affirme comme une terre modérée dominée l'Union du centre démocratique (UCD) puis le PSOE.
Ainsi, au cours des élections à l'Assemblée d'Estrémadure du 8 mai 1983, le PSOE du député de Badajoz Juan Carlos Rodríguez Ibarra atteint 53,3 % des suffrages exprimés, ce qui lui donne une nette majorité absolue de 35 députés sur 65. Il devance la coalition AP-PDP-UL d'Adolfo Díaz-Ambrona, fils homonyme d'un ancien ministre de l'Agriculture de Franco, qui totalise 30,2 % des voix, soit 20 députés. Les 10 mandats restants sont distribués entre le parti régionaliste de centre droit Estrémadure unie (EU), qui en compte 6 grâce à ses 8,5 %, et le Parti communiste d'Espagne (PCE), qui remporte les 4 derniers en cumulant 6,5 % des voix.
Le même jour, les élections municipales confirment la prédominance des socialistes dans la communauté autonome, qui comptabilisent 49,8 % des exprimés, contre 28,4 % à l'alliance entre conservateurs et libéraux. Les listes classées indépendantes montent à 10,3 %, devant les communistes et leurs 7,3 %. Les régionalistes sont en net retrait puisqu'ils n'ont que 3,8 % des voix. En conséquence, le PSOE gouverne six des sept villes de plus de 25 000 habitants, dont Badajoz, Cáceres et Mérida, cette dernière étant la seule sans majorité absolue. Les indépendants prennent eux la ville de Plasencia. Aussi les deux députations provinciales sont présidées par des socialistes qui disposent de la majorité absolue des sièges.
Le 12 mars 1986, le gouvernement organise un référendum sur le maintien de l'Espagne dans l'Organisation du traité de l'Atlantique nord (OTAN). Alors que seulement 62 % des inscrits se déplacent, ce qui constitue à l'époque un record d'abstention, le « Oui » l'emporte par 65,8 % des suffrages exprimés.
À peine trois mois plus tard se tiennent les élections générales anticipées du 22 juin 1986. La domination socialiste va s'accentuant, puisque le PSOE totalise 56,2 % des suffrages exprimés et obtient 7 des 11 sièges à pourvoir au Congrès des députés. Deuxième, la Coalition populaire (CP), formée autour de l'Alliance populaire (AP), reste loin derrière avec ses 26,9 %, bien qu'elle remporte les 4 derniers députés en jeu. Le Centre démocratique et social (CDS) fondé en 1982 par Adolfo Suárez fait son entrée sur la scène politique régionale avec 8,1 %, devançant la nouvelle coalition Gauche unie (IU), constituée par le PCE et qui se contente de 3,9 %. EU est une nouvelle fois reléguée en mauvaise posture avec à peine 2,7 % des voix.
Dans la perspective des élections de 1987, la loi électorale prévue par le statut d'autonomie est promulguée le 16 mars de cette même année. L'Assemblée comptant 65 députés, elle impose un minimum de 20 mandats par province, les 25 restants se trouvant distribués en proportion de la population. Les sièges sont attribués selon la méthode d'Hondt avec un seuil de représentativité fixé à 5 % des suffrages exprimés dans le cadre provincial ou régional. Deux jours plus tard, Díaz-Ambrona présente une motion de censure qui recueille 16 voix pour, 36 voix contre et 1 abstention.

## Mode de scrutin

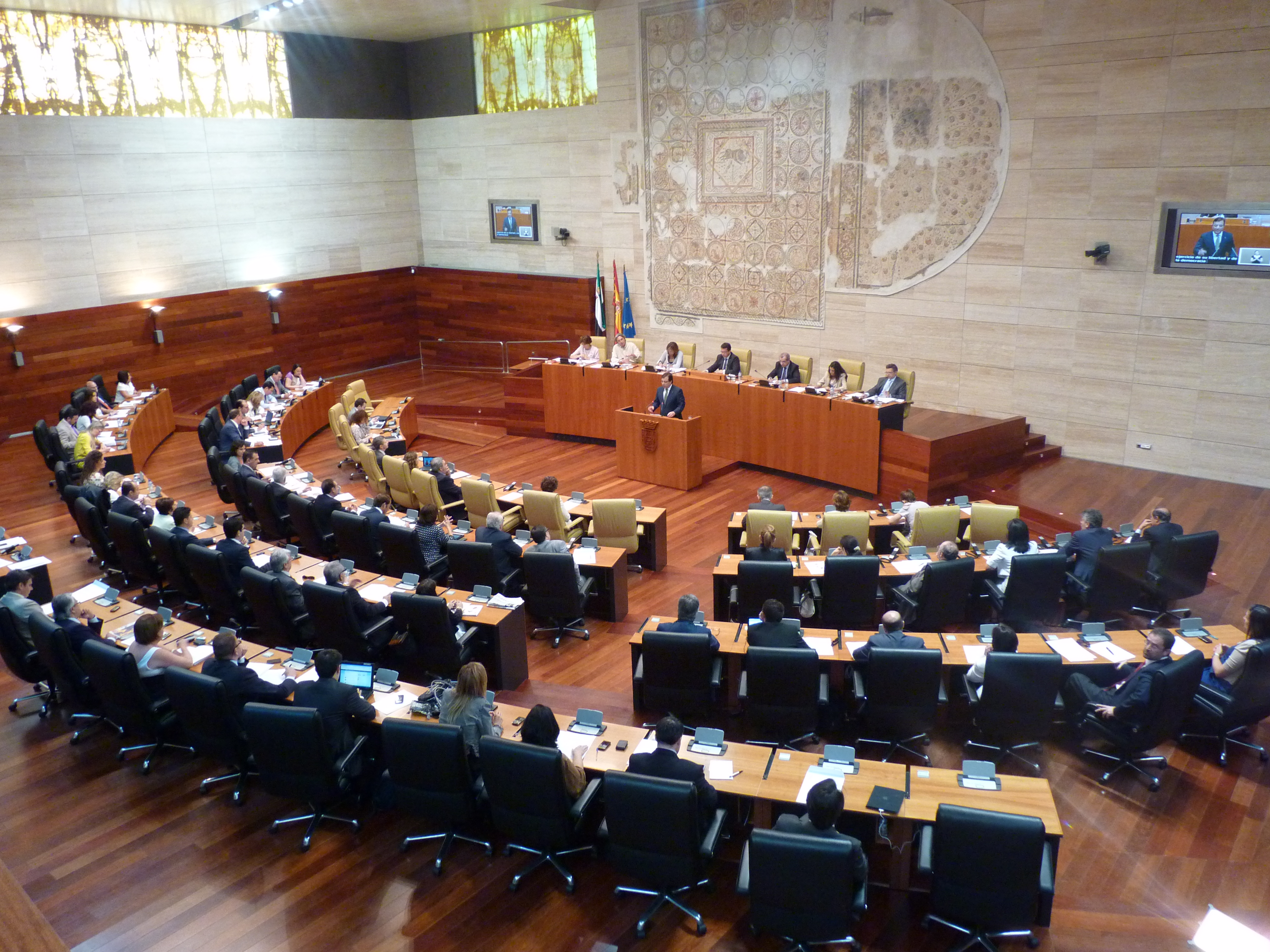
Salle des séances de l'Assemblée.

L'Assemblée d'Estrémadure (en espagnol : Asamblea de Extremadura) se compose de 65 députés, élus pour un mandat de quatre ans au suffrage universel direct, suivant le scrutin proportionnel à la plus forte moyenne d'Hondt.
Chaque province constitue une circonscription, à raison de 35 sièges pour Badajoz et 30 sièges pour Cáceres. Seules les forces politiques – partis, coalitions, indépendants – ayant remporté au moins 5 % des suffrages exprimés au niveau du territoire provincial ou au niveau de la communauté autonome participent à la répartition des sièges.

## Campagne

### Partis et chefs de file
| Force politique | Force politique                                                                                  | Chef de file                 | Idéologie                                                      | Résultats de 1983          |
| --------------- | ------------------------------------------------------------------------------------------------ | ---------------------------- | -------------------------------------------------------------- | -------------------------- |
|                 | Parti socialiste ouvrier espagnol d'Estrémadure Partido Socialista Obrero Español de Extremadura | Juan Carlos Rodríguez Ibarra | Centre gauche Social-démocratie, progressisme                  | 53,3 % des voix 35 députés |
|                 | Alliance populaire d'Estrémadure Alianza Popular de Extremadura                                  | Adolfo Díaz-Ambrona          | Centre droit Conservatisme, libéralisme, démocratie chrétienne | 30,2 % des voix 20 députés |
|                 | Estrémadure unie Extremadura Unida                                                               | Pedro Cañada                 | Centre droit Régionalisme                                      | 8,5 % des voix 6 députés   |
|                 | Gauche unie Estrémadure Izquierda Unida Extremadura                                              | Manuel Pareja                | Gauche Écosocialisme, communisme, républicanisme               | 6,5 % des voix 4 députés   |

## Résultats

### Voix et sièges
| Inscrits                                                  | Inscrits                     | Inscrits                 | 808 654   |             |                      |                      |
| Abstentions                                               | Abstentions                  | Abstentions              | 207 039   | 25,6 %      |                      |                      |
| Votants                                                   | Votants                      | Votants                  | 601 615   | 74,4 %      |                      |                      |
|                                                           |                              |                          |           |             |                      |                      |
| Bulletins enregistrés                                     | Bulletins enregistrés        | Bulletins enregistrés    | 601 615   |             |                      |                      |
| Bulletins blancs ou nuls                                  | Bulletins blancs ou nuls     | Bulletins blancs ou nuls | 10 720    | 1,78 %      |                      |                      |
| Suffrages exprimés                                        | Suffrages exprimés           | Suffrages exprimés       | 590 895   | 98,22 %     | 65 sièges à pourvoir | 65 sièges à pourvoir |
|                                                           |                              |                          |           |             |                      |                      |
| Liste                                                     | Tête de liste                |                          | Suffrages | Pourcentage | Sièges acquis        | Var.                 |
| Parti socialiste ouvrier espagnol d'Estrémadure (PSOE-Ex) | Juan Carlos Rodríguez Ibarra |                          | 292 935   | 49,57 %     | 34 / 65              | 1                    |
| Alliance populaire d'Estrémadure (AP Extremadura)         | Adolfo Díaz-Ambrona          |                          | 144 117   | 24,39 %     | 17 / 65              | 3                    |
| Centre démocratique et social (CDS)                       | Tomás Martín Tamayo          |                          | 73 572    | 12,45 %     | 8 / 65               | 8                    |
| Estrémadure unie (EU)                                     | Pedro Cañada                 |                          | 34 606    | 5,86 %      | 4 / 65               | 2                    |
| Gauche unie Estrémadure (IUEx)                            | Manuel Pareja                |                          | 32 240    | 5,46 %      | 2 / 65               | 2                    |
| Autres listes                                             | Néant                        |                          | 13 425    | 2,27 %      | 0 / 65               |                      |

### Analyse
Alors que le nombre d'inscrits dépasse les 800 000 avec 22 400 nouveaux électeurs potentiels, la participation grimpe de 3,5 points dans la mesure où 36 400 personnes supplémentaires se déplacent aux urnes.
Ce mouvement électoral ne profite pas au Parti socialiste ouvrier espagnol d'Estrémadure, qui enregistre un recul infime, de l'ordre de 4 000 voix, perdant ainsi un siège dans la province de Badajoz. Il y conserve la majorité absolue des voix avec 51,8 %, un recul bien plus fort que dans la province de Cáceres où il est stable avec 45 % des suffrages. Le PSOE-Ex tombe ainsi sous la barre symbolique des 50 % des voix au niveau de la communauté autonome mais confirme son statut de première force politique régionale en maintenant une majorité absolue. L'Alliance populaire d'Estrémadure n'est pas en meilleure posture, puisqu'elle perd 24 500 votes favorables en quatre ans, tombant de nouveau sous la barre des 25 % des exprimés. En conséquence, elle réalise un score inférieur à la moitié de celui enregistré par les socialistes. Elle aussi recule fortement dans Badajoz, puisqu'elle y abandonne 7,1 points, passant alors sous les 24 %, et 2 mandats parlementaires.
À l'inverse, le Centre démocratique et social enregistre une belle performance. Progressant de 69 100 voix en l'espace d'une législature, les centristes valident leur troisième place sur l'échiquier politique régionale et surpasse donc les 10 % des suffrages exprimés. Ils poussent même au-delà de 13 % dans la circonscription de Badajoz, où le CDS fait élire 5 de ses 8 députés. L'Estrémadure unie est victime de cette percée avec une perte nette de 10 900 votes par rapport à 1983 et de 4,1 points dans la circonscription de Cáceres, tout cela conduisant à une perte de 2 députés sur 6. La Gauche unie Estrémadure ne se porte pas mieux, conservant la moitié des députés acquis par les communistes quatre ans auparavant, avec une perte de 4 000 voix.

### Conséquences
Le 17 juillet 1987, à l'issue d'une journée de débats, le socialiste Juan Carlos Rodríguez Ibarra est investi président de la Junte d'Estrémadure pour un deuxième mandat par 34 voix pour, 16 contre et 12 abstentions. Il est officiellement nommé le 21 juillet.